# ブラックフット
ブラックフット (Blackfoot) は、1969年にフロリダ州ジャクソンヴィルで結成されたサザン・ロック、ブルース・ロックのバンドである。音楽性にはハードロックの要素もある。

## 来歴
1969年にボーカリストでギタリストのリッキー・メドロックと、ベーシストのグレッグ・T・ウォーカーが中心となり「フレッシュ・ガベージ (Fresh Garbage)」としてグループを結成。「ハンマー (Hammer)」と名を変えながら活動を継続したが、権利関係などから「ブラックフット」と名乗るようになった。1971年、メドロックとウォーカーはレーナード・スキナードにメンバーとして加入したが、1972年になりブラックフットを再編することにした。1975年にファースト・アルバム『No Reservations』でアルバム・デビュー。1979年のアルバム『真紅の砦』でアメリカ国内で初のトップ40入りする「Highway Song」のヒットをもたらした。
1981年の『略奪者』のほか、1982年にユーライア・ヒープのオリジナル・メンバーであったケン・ヘンズレーがグループに加わりリリースされた『革命と反乱』(1983年)や『ヴァーティカル・スマイルズ』(1984年)といったアルバムは、ビルボードのトップ200に入るなど中規模なヒットをもたらした。
1987年にリッキー・メドロック・アンド・ブラックフットと改名して活動し、1997年に解散。メドロックはレーナード・スキナードに再加入した。
ブラックフットは2004年にメドロックを除く残りのオリジナル・メンバー、グレッグ・T・ウォーカーやドラマーのジャクソン・スパイルスを中心に再結成された。メンバー・チェンジを繰り返し、オリジナル・メンバーがすでにいないものの現在も活動中。

## 備考
- 「トレイン, トレイン」や共作の「Rattlesnake Rock 'n Roller」でグループに曲を提供しているメドロックの祖父ショーティー・メドロックは、ネイティブ・アメリカンのブラックフット族の子孫であり、ウォーカーもまたクリーク族の血を引いている。

## ディスコグラフィ

### スタジオ・アルバム
- No Reservations (1975年)
- Flyin' High (1976年)
- 『真紅の砦』 - Strikes (1979年)
- 『野性の牙』 - Tomcattin' (1980年)
- 『略奪者』 - Marauder (1981年)
- 『革命と反乱』 - Siogo (1983年)
- 『ヴァーティカル・スマイルズ』 - Vertical Smiles (1984年)
- Rick Medlocke and Blackfoot (1987年)
- 『メディシン・マン』 - Medicine Man (1990年)
- After the Reign (1994年)
- Southern Native (2016年)

### ライブ・アルバム
- 『ハイウェイ・ソング・ライヴ』 - Highway Song Live (1982年)
- Live (1983年、EMI)
- 『キング・ビスケット・ライヴ』 - Live on the King Biscuit Flower Hour (1998年)
- Greatest Hits Live (2003年)
- On the Run - Live (2004年)
- Train Train: Southern Rock's Best - Live (2007年)
- Fly Away - Live (2011年)

### コンピレーション・アルバム
- Rattlesnake Rock N' Roll: The Best of Blackfoot (1994年)
- Greatest Hits (2002年)
- 『ロード・フィーヴァー 1980-1985』 - Road Fever 1980-1985 (2019年)

### シングル
- "Railroad Man" (1975年)
- "Highway Song" (1979年)
- 「トレイン, トレイン」 - "Train, Train" (1979年)
- "Spendin' Cabbage" (1980年)
- "On the Run" (1980年)
- "Dry County" (1980年)
- "Fly Away" (1981年)
- "Searchin'" (1981年)
- "Send Me an Angel" (1983年)
- "Teenage Idol" (1983年)
- "Morning Dew" (1984年)
- "Guitar Slingers Song and Dance" (1990年)

### DVD
- Train Train (2007年、Atco)
- Blackfoot: Live in Kentucky (2008年)